# سامي أفندي

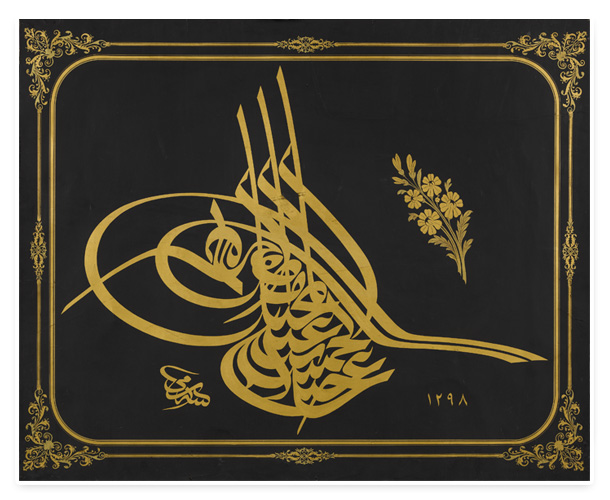
نموذج

محمّد سامي بن الحاج محمود  أو سامي أفندي، (16 من ذي الحجّة 1253/ 1837 - 1912) خطاط عثماني وأستاذ الخطوط العربية .
أخذ المشق في خط الثلث والنسخ عن عثمان يوشناق أفندي وفي الثلث الجلي عن رجائي أفندي وفي التعليق عن إسماعيل حقي زاده القبرصي ثم عن خير الدين أفندي.
طور من طريقة مصطفى راقم في الثلث الجلي وبشار زاده في التعليق الجلي وأصبح إماما للخطاطين.
في الغالب كان يتم تذهيب قوالب الجلي التي يحضرها بالزرنيخ على الورق الأسود من قبل حسني أفندي ونور أفندي. تنتشر آثاره الفريدة في جامع القوني زاده وجامع جهان كير والمتاحف والمكتبات الخاصة.
عمل أستاذاً للخطوط في مدرسة الأندروني بعد عمله كاتبا في الديوان الهمايوني ووكيلا للقلم السلطاني.

## وفاته
أُصيب بالشلل في أواخر أيامه وتوفي سنة 1330هـ (1912) م. ودفن في حوش جامع الفاتح باسطنبول وكتب شاهد قبره تلميذه أحمد الكامل آقديك.

## تلامذته
نظيف بيك، طغراكش حقي، فريد بيك خلوص، حسان رضا، كامل آقديك، عزيز وصفي، عمر وصفي، نجم الدين أوقياي.